# Simon de Waal (militair)

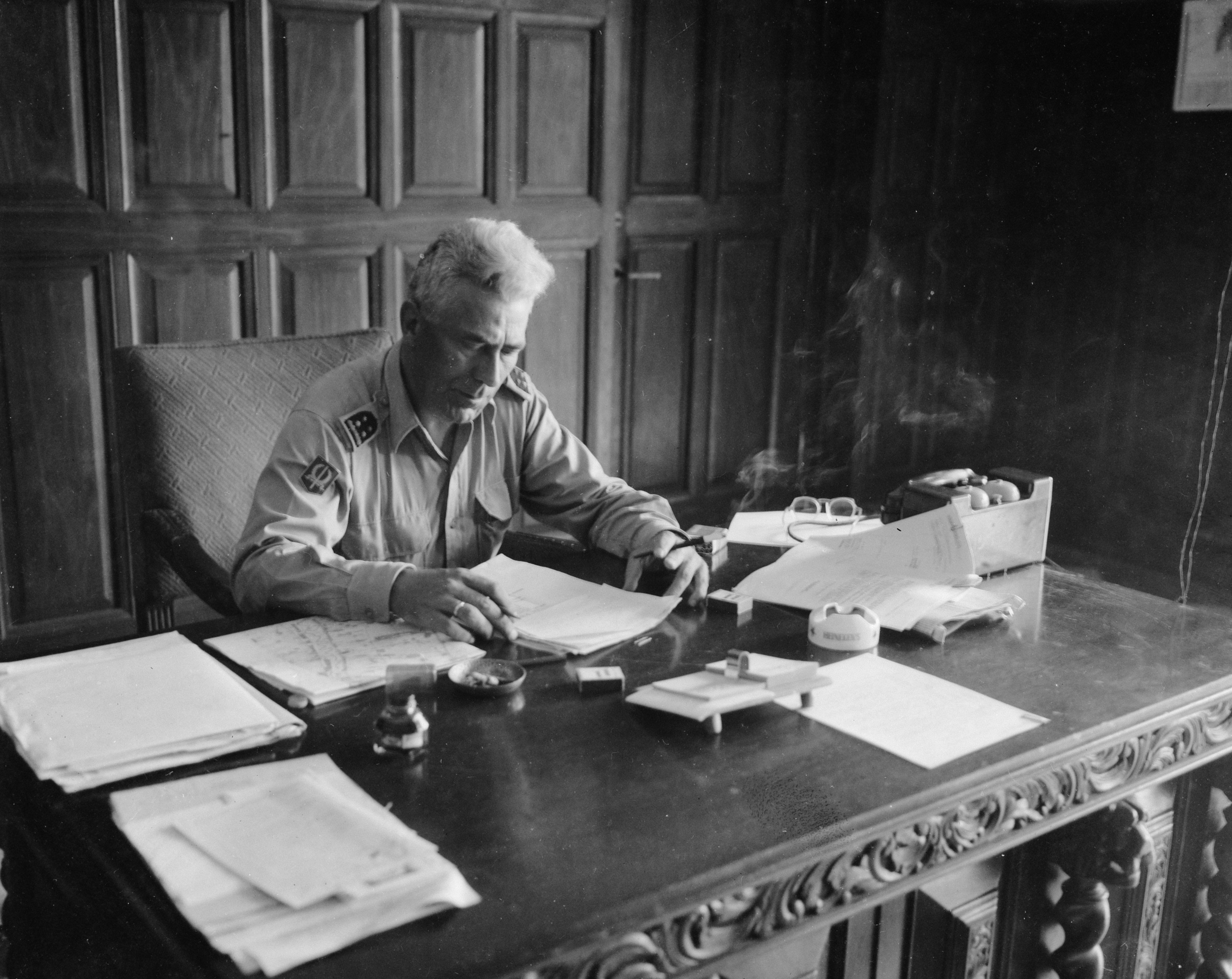
Simon de Waal aan het werk achter zijn bureau (september 1947).

Simon de Waal (Breda, 21 april 1896 - Den Haag, 1 april 1970) was een Nederlandse beroepsmilitair. Hij diende bij het Koninklijk Nederlandsch-Indisch Leger (KNIL) en werd na de Tweede Wereldoorlog onderscheiden met de Militaire Willems-Orde wegens zijn optreden tegen de Japanners.
Simon de Waal trouwde in Amsterdam op 10 januari 1918 met Martina Johanna Gillissen uit Vlissingen. Hij was toen luitenant bij het KNIL.

## Onderscheidingen
- Mobilisatiekruis 1914-1918 (Mk)

MWO.4

- Ridder in de Militaire Willems-Orde (MWO.4), KB 27-12-1948[1]

Op 13 september 1949 werd de Militaire Willems-Orde door prins Bernhard uitgereikt aan generaal-majoor der Infanterie Simon de Waal in de Marinehaven in Rotterdam. Op zijn oorkonde staat de volgende beschrijvingː

"Het zich in de strijd onderscheiden hebben door uitstekende daden van moed, beleid en trouw door als Troepencommandant op het eiland Tarakan na intensieve oefening van de troepen en oordeelkundige voorbereiding van de verdediging van dit eiland toen op 11 Januari 1942 een overmachtige vijand na geslaagde landingen aanvallen op verschillende stellingen van het eiland deed – en nadat (de Waal) de olieterreinen en de olietanks grondig had doen vernielen, dank zij zijn voortreffelijke leiding en zijn voortvarend en moedig voorgaan met veronachtzaming van eigen levensgevaar op verscheidene gedeelten van het front de troep tot het bieden van de uiterste weerstand te bezielen, ondanks de overtuiging dat de strijd nagenoeg hopeloos was. Tenslotte door zijn fiere en ongebroken houding tegenover de vijand bij het in de loop van 12 januari 1942 staken van de felle weerstand".